# Сильвийские ворота
Сильвийские ворота — главный вход в парк Сильвия со стороны Дворцового парка в городе Гатчина Ленинградской области. Ворота были построены в конце XVIII века, автор проекта — В. Бренна.
В конце XVIII века в Гатчине производилось возведение каменной стены, ограждающей парк Сильвия. Подрядчиком — К. А. Пластининым — на месте главного входа в новый парк по проекту архитектора В. Бренны в 1792—1794 годах были построены ворота. (В некоторых источниках указываются иной строитель — «каменных дел мастер» Д. Висконти — и иные даты возведения — 1794—1797 годы.)

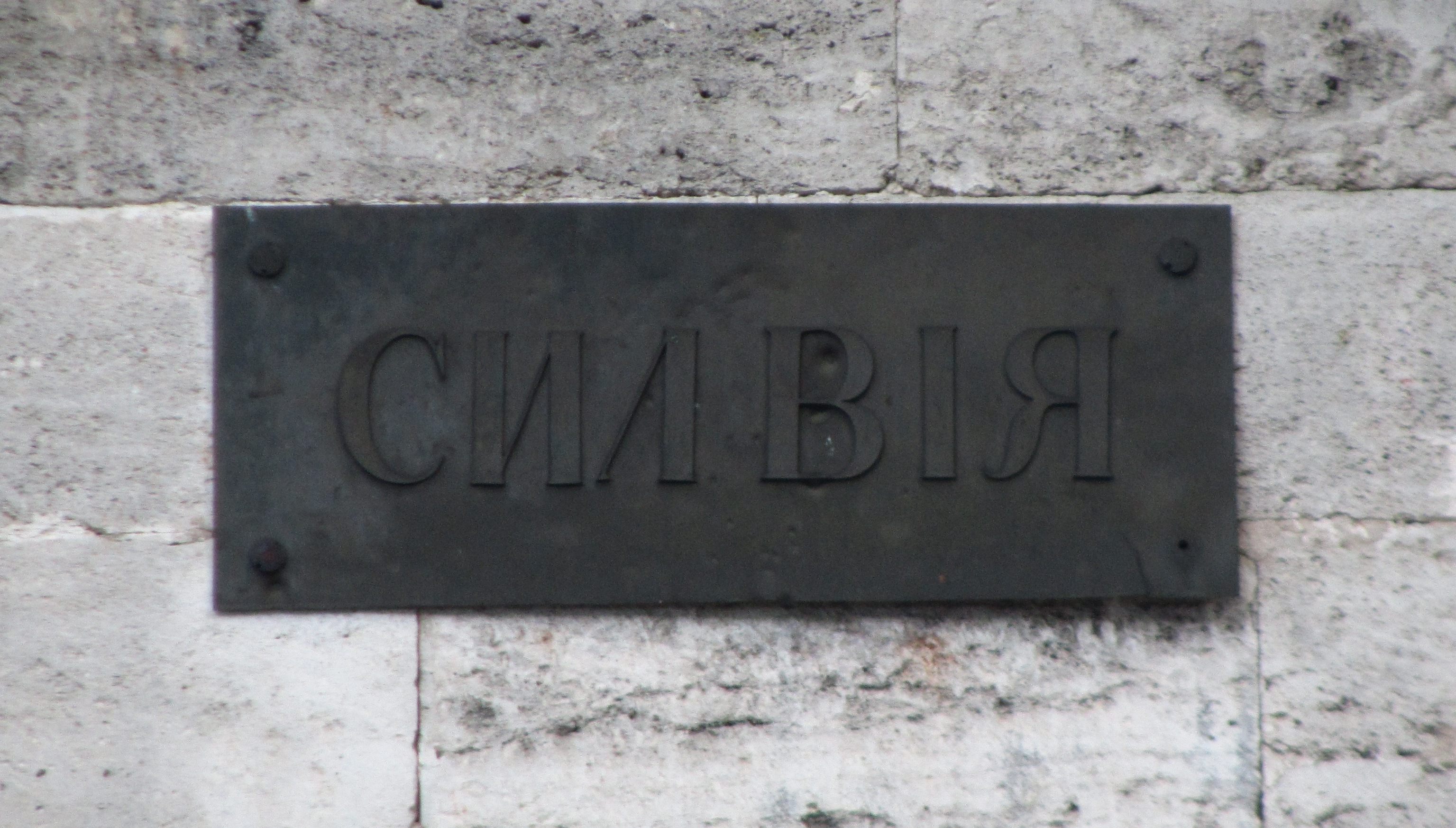
Табличка на Сильвийских воротах

 Ворота, получившие наименование «Сильвийские», выполнены из пудостского камня, имеют треугольный фронтон и арку, на замковом камне которой с обеих сторон высечена маска бородатого «лесного бога». На внешней стороне ворот в центре тимпана находится металлическая доска с надписью «Силвія». Створки ворот — металлическая решётка.

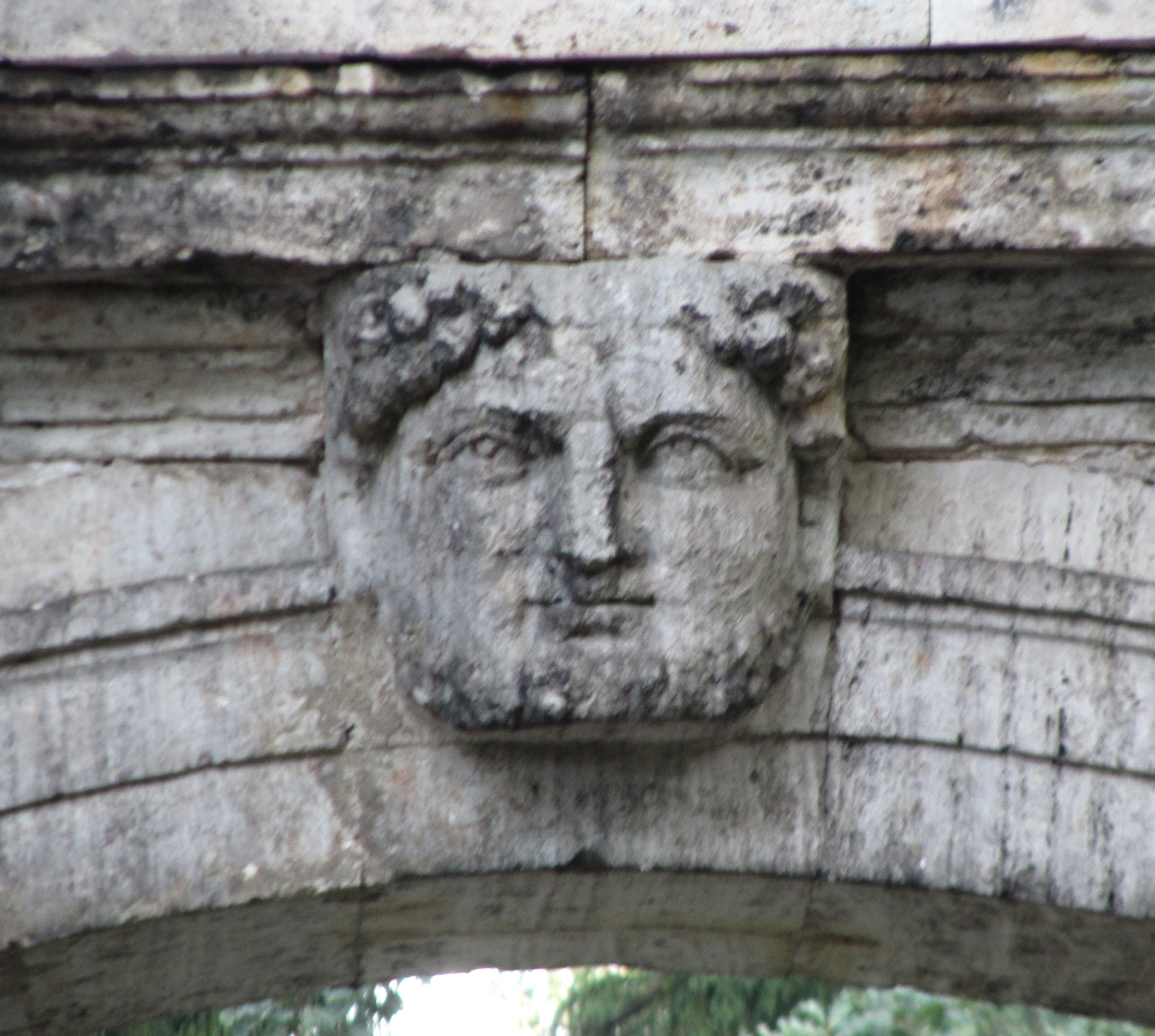
Маска «лесного бога»

За время своего существования Сильвийские ворота практически не пострадали и находятся в удовлетворительном состоянии. Возле ворот находятся здание караулки и Памятник героям-комсомольцам.